# Marlhes
Marlhes ist eine französische Gemeinde mit 1.338 Einwohnern (Stand: 1. Januar 2022) im Département Loire in der Region Auvergne-Rhône-Alpes. Die Gemeinde gehört zum Arrondissement Saint-Étienne im Kanton Le Pilat. Die Einwohner werden Marlhiens genannt.

## Geografie
Marlhes liegt etwa 17 Kilometer südlich von Saint-Étienne in der historischen Landschaft Forez. Der Fluss Semène begrenzt die Gemeinde im Norden und Nordwesten.
Umgeben wird Marlhes von den Nachbargemeinden Saint-Genest-Malifaux im Norden, Saint-Régis-du-Coin im Osten, Riotord im Süden, Saint-Romain-Lachalm im Südwesten, Saint-Victor-Malescours im Westen sowie Jonzieux im Nordwesten.

## Bevölkerungsentwicklung
| Jahr                       | 1962 | 1968 | 1975 | 1982 | 1990 | 1999 | 2006 | 2017 |
| -------------------------- | ---- | ---- | ---- | ---- | ---- | ---- | ---- | ---- |
| Einwohner                  | 1015 | 971  | 981  | 1021 | 1094 | 1305 | 1382 | 1292 |
| Quellen: Cassini und INSEE |      |      |      |      |      |      |      |      |

## Sehenswürdigkeiten
- Kirche Saint-Saturnin, die sog. Basilika der Haut-Plateaux
- Gutshof und Schloss La Faye
- Schloss La Sapée
- Kapelle Saint-Marcellin-Champagnat in Le Rosey

## Persönlichkeiten
- Marcellin Champagnat (1789–1840), Priester und Ordensgründer der Maristen
- Jean-Baptiste Brunon (1913–1997), Priester, Bischof von Tulle (1970–1984)
- Jean-Yves Riocreux (* 1946), Priester, Bischof von Pontoise (2003–2012) und von Basse-Terre-et-Pointe-à-Pitre (seit 2012)

## Weblinks

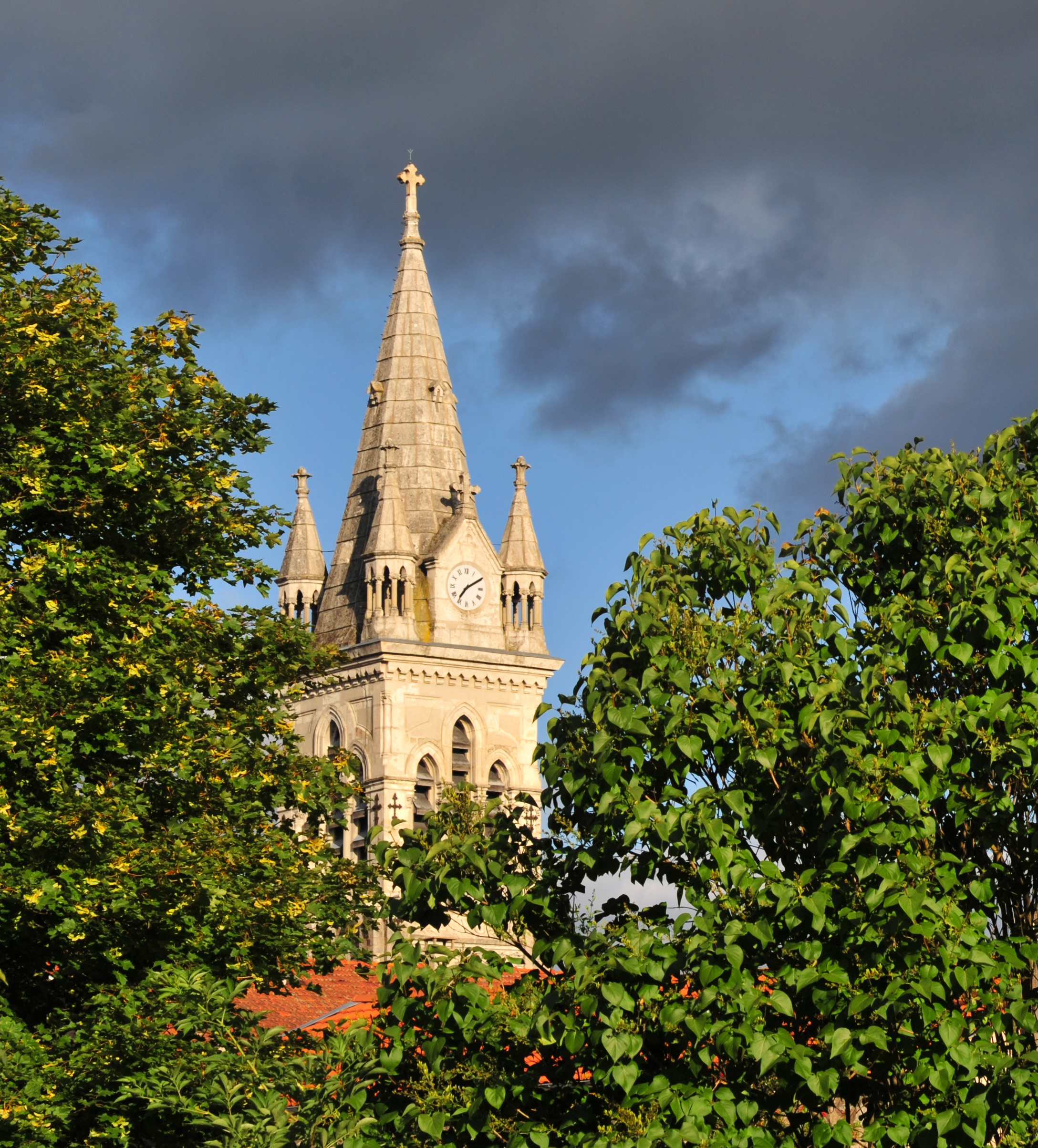
Turm der Kirche Saint-Saturnin